# Ambunguipedidae
Ambunguipedidae é uma família de crustáceos da ordem Harpacticoida.